# Serie GS de Suzuki
Suzuki

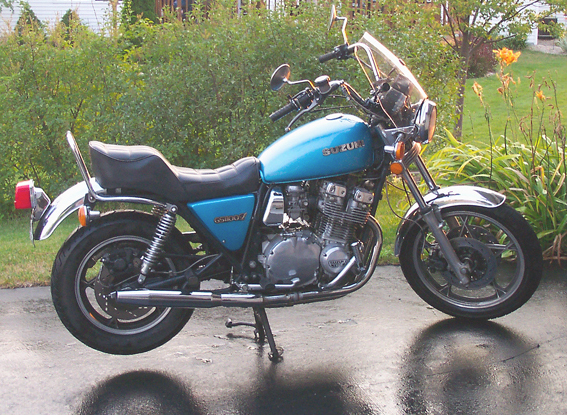
1980 Suzuki GS1100L

La serie GS de Suzuki fue el primer rango completo de motocicletas de carretera con motor de 4 tiempos de Suzuki Motor Corporation, teniendo antes casi exclusivamente sólo motocicletas con motores de 2 tiempos. Suzuki había producido las motos Colleda COX de 125 cc y 93 cc de 4 tiempos y un solo pistón en 1955 sin embargo el resto de su producción desde 1950 a 1976 habían sido sólo motocicletas cada vez más sofisticadas de 2 tiempos, cuya última y más avanzada expresión era la GT750, una motocicleta de 2 tiempos, 750 cc y 3 cilindros enfriada por agua.

## Los primeros Modelos
Las primeras de la serie GS eran la GS750, moto de 4 cilindros y la GS400 de 2 cilindros en paralelo, presentadas en noviembre de 1976. (Modelos 1977). El motor de la GS750 fue esencialmente copiado del de la Kawasaki Z1-900, y fue el diseño base de todos los motores de 4 tiempos Suzuki enfriados por aire hasta que sacaron la GSX-R.  El motor de la GS750 está instalado en una estructura de doble cuna con horquilla telescópica, shocks traseros dobles y freno delantero de disco. La nueva GS750 fue alabado por su manejo al momento de su lanzamiento, que era una mejora sobre el resto de motocicletas japonesas de su época, la vieja Honda CB750, la Yamaha XS750 de cardán, y la más poderosa y temperamental Kawasaki 900.
El rango de motocicletas GS fue expandido a lo largo de los años con la motocicleta de 550 cc y 4 cilindros GS550, la más grande GS1000 agregada en 1977 (Modelo 1978) y que últimamente incluye la de 125 cc y un solo pistón, el modelo GS125 y motos de mayor tamaño y de estilo retro como la GS1200SS

## Carreras
El buen manejo y confiabilidad del chasís, así como el diseño del motor de las motos de 4 cilindros en línea, las convirtieron en la plataforma ideal para la adaptación a motocicletas de carreras y enduro, con la GS1000 adaptada por Pops Yoshimura ganando la Daytona Superbike race de 1978, la 8 horas de Suzuka en Japón de 1978, y la AMA Superbike national championship de 1979 y 1980 con el piloto Wes Cooley.  En Europa, las motocicletas Yoshimura GS1000 de Fórmula 1 ganaron el campeonato mundial de Formula TT por el piloto Graeme Crosby en 1980 y 1981.

## Desarrollos de GS a GSX
Los modelos originales GS tienen elementos comunes en el diseño del motor como ser enfriados por aire, eje con rodamientos cilíndricos, dos válvulas por cilindro y doble árbol de levas en la cabeza operando directamente sobre las válvulas. En 1980 la primera actualización de la 750 cc y la 1000 cc a 4 válvulas por cilindro y con pequeñas levas, y el aumento de capacidad de la de 1000 cc a 1100 cc (en realidad 1074 cc). Las nuevas cabezas del motor incorporaron la tecnología de Suzuki llamada: Twin Swirl Combustion Chamber (TSCC) (Cámara de combustión con mezcla por 2 microciclones) y motocicletas más deportivas de las series GSX en Japón, Europa, África, Australia, Nueva Zelanda, y muchos otros mercados, diferenciándose de los modelos normales por tener 4 válvulas en el motor en lugar de las 2 de las versiones más sencillas. En América siguió habiendo modelos GS de 2 y 4 válvulas por cilindro.
La introducción de sus sistema de enfriamiento por aire-aceite mediante grandes radiadores conocido como SACS y aunque la Suzuki distinguió entre las motocicletas GS/GSX y las GSX-R con esa nueva tecnología, sin embargo esta diferencia se ha difuminado recientemente ya que los últimos modelos como la GS1200SS que usó el motor GSF1200 Bandit equipado con SACS.

## Motocicleta Universal Japonesa

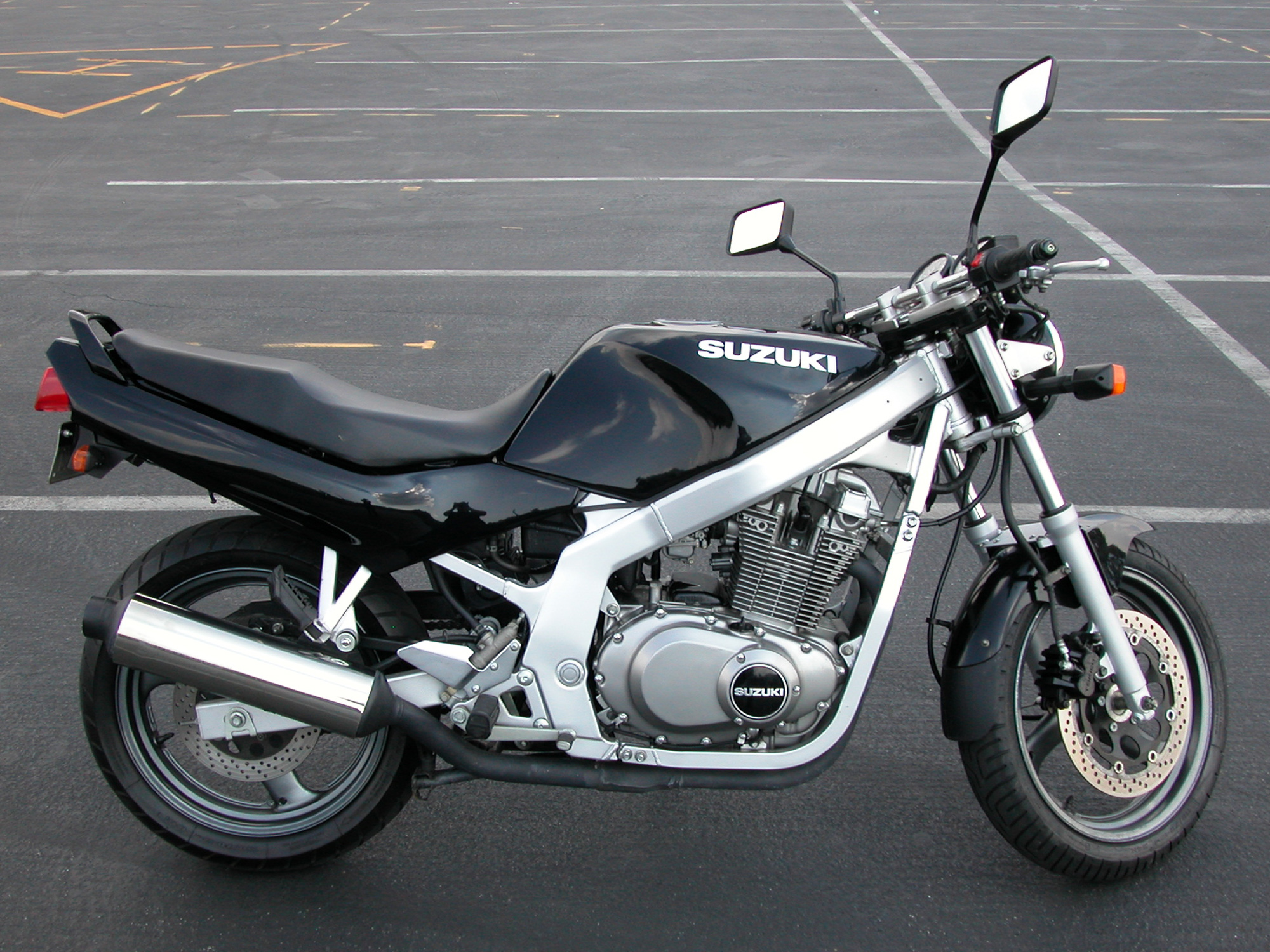
Suzuki GS500E de 1997

Durante los 1970s y principios de los 1980s el rango de modelos GS y otras motocicletas de otros fabricantes japoneses contemporáneos compartieron tantas configuraciones y diseños que se ganaron el apodo de la 'Motocicleta universal japonesa' (UJM). La universalidad del diseño no era tan sorprendente ya que la GS y sus contemporáneas fueron diseñadas como 'motocicletas de uso general' capaces de ser deportivas, de turismo y enduro. No fue sino hasta el desarrollo de máquinas más especializadas como el rango de las GS con transmisión por cardán para las motocicletas de turismo y las más especializadas en deporte GS1000S y Katana GS/GSX1100 y posteriormente los modelos de turismo completamente carenadas así como las de réplicas de motos de carreras.
El rango de motocicletas de la serie GS va con motores de desplazamiento desde 125 cc hasta 1150 cc e incluyen las GS400 y GS500. La serie también incluye a la serie de la Katana original, aunque la 1000 y la 1100 tenían 16 válvulas, por lo que eran GSX. Sin embargo se conocían como GS en algunos mercados por ejemplo en los Estados Unidos.

## Modelos Suzuki GS

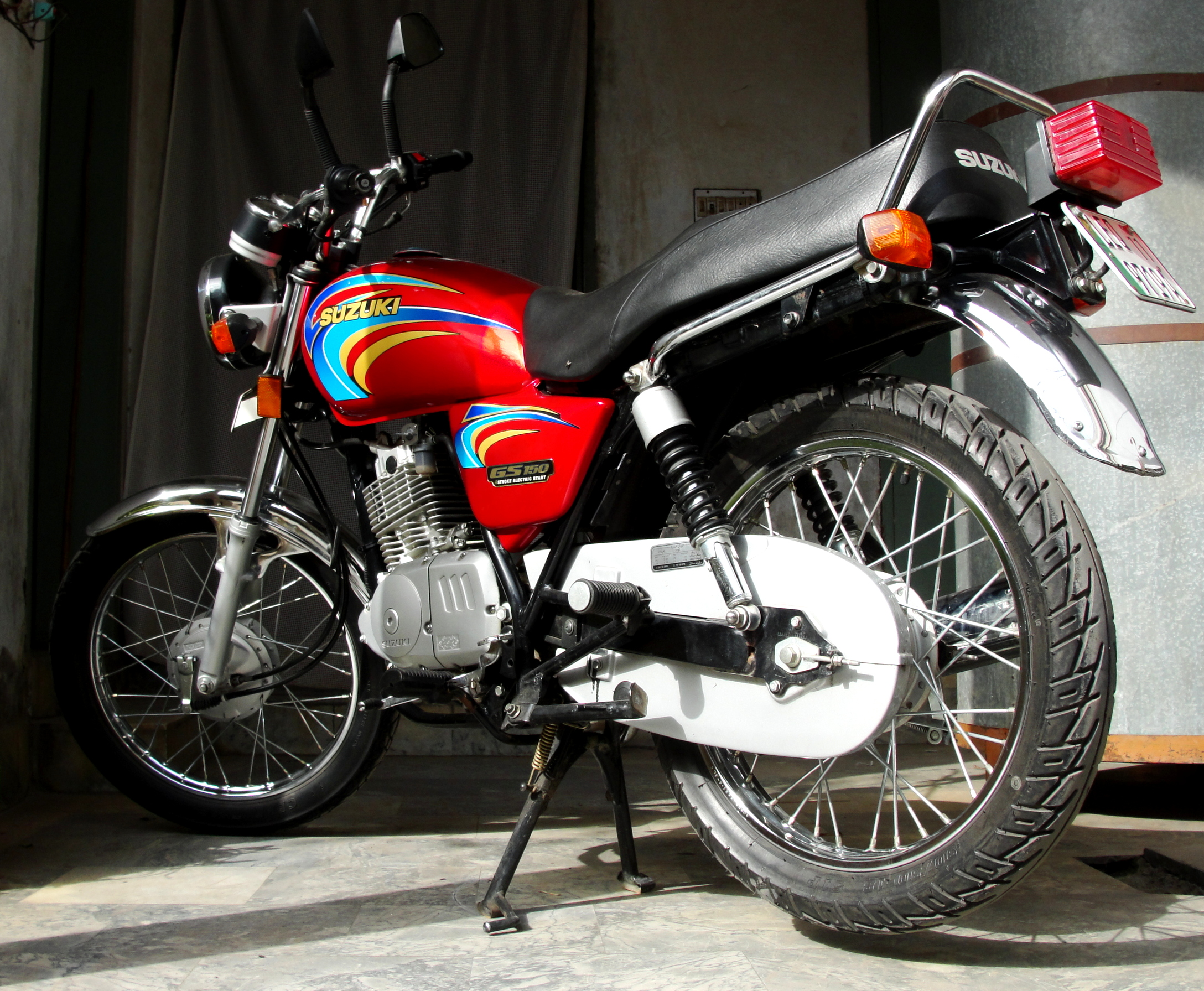
Suzuki GS 150 Motorcycle in Pakistan (aka Suzuki Mola 150 in Philippines)

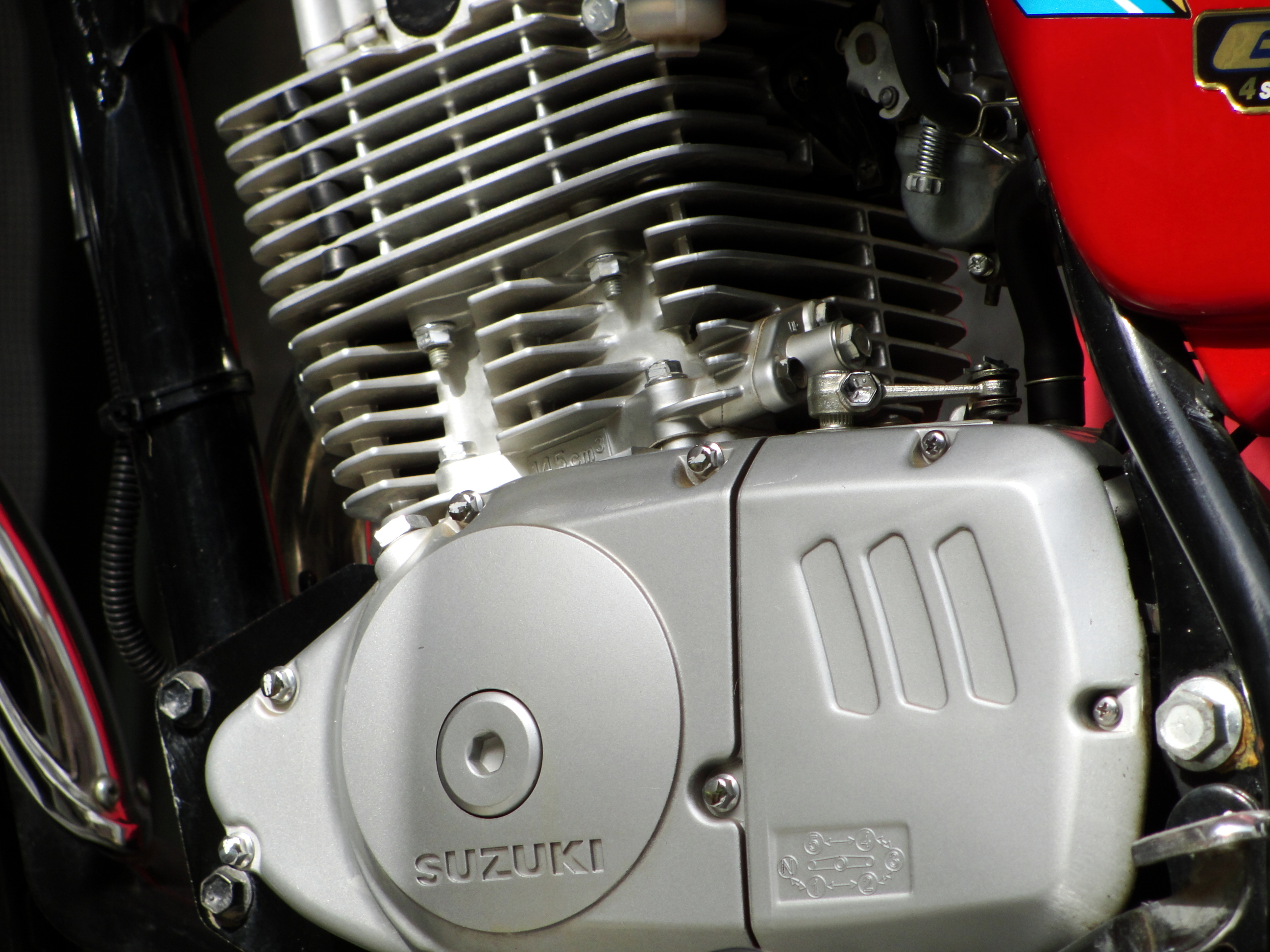
Suzuki GS-150 Engine

- GS125
- GS150
- GS250
- GS300
- GS400  (E, S, L, X)
- GS425
- GS450  (E, S, L)
- GS500
- GS550  (E, L, T, M Katana)
- GS650 (E, GL, GT, G Katana)
- GS700
- GS750 (D,E,G, GL,L,S,T)[8]
- GS850 (G, GL)
- GS1000[9] (C, E, G, GL, L, N, S, S Katana GSX 1000S)
- GS1100 (E, ES, G, GK, GL, L, S), Katana GSX 1100S)
- GS1150 (Designated as the GSX 1100 outside the US market)
- GS1200SS

## Modelos con transmisión de cardán
El sufijo G después del número de modelo indica que el modelo utiliza transmisión de cardán en lugar de un sistema de transmisión de cadena. Los modelos G incluyeron la GS650G y GL, la GS750G y GL, la GS850G y GL, la GS1000G y GL, y la GS1100G, GK, y GL. Los modelos G eran moticicletas de uso normal con asientos planos. Los modelos GL eran modelos con estilo crucero con salpicaderas cromadas, tanques de combustible más pequeños, volantes retraídos, escapes más cortos y asientos a desnivel. La GS1100GK tenía carenado completo de fábrica, cajuela y alforjas rígidas.
Los modelos GS1000 y GS1100 de cardán tenían motores de 8 válvulas mientras que después el modelo GS1000S (Katana) y todos los modelos GS1100 con transmisión de cadena tenían motores de 16 válvulas.